# Nymphoides
Nymphoides is een geslacht uit de watergentiaanfamilie (Menyanthaceae). De botanische naam betekent 'op Nymphaea lijkend'.
Het geslacht kent een twintigtal soorten, waarvan in Nederland en België alleen de watergentiaan (Nymphoides peltata) voorkomt.

Enkele, andere soorten:
- Nymphoides aquatica
- Nymphoides cordata
- Nymphoides ezannoi
- Nymphoides indica